# Quaranti
Quaranti (Quaranti in piemontese) è un comune italiano di 146 abitanti della provincia di Asti in Piemonte.

## Storia

### Simboli
Lo stemma e il gonfalone del comune di Quaranti sono stati concessi con decreto del presidente della Repubblica del 26 aprile 1983.
La torre ricorda l'antico fortilizio intorno al quale si è sviluppato il paese ed è accompagnata da un tralcio di vite d’oro, riferimento alla locale attività vitivinicola.
Il gonfalone si presenta come un drappo partito di bianco e d'azzurro.

## Società

### Evoluzione demografica
Abitanti censiti

## Amministrazione
Di seguito è presentata una tabella relativa alle amministrazioni che si sono succedute in questo comune.
| Periodo        | Periodo        | Primo cittadino      | Partito                                   | Carica  | Note  |
| -------------- | -------------- | -------------------- | ----------------------------------------- | ------- | ----- |
| 18 luglio 1988 | 20 giugno 1993 | Bartolomeo Cavallero | Democrazia Cristiana                      | Sindaco | [ 6 ] |
| 12 luglio 1993 | 28 aprile 1997 | Bartolomeo Cavallero | Democrazia Cristiana                      | Sindaco | [ 6 ] |
| 28 aprile 1997 | 14 maggio 2001 | Bartolomeo Cavallero | centro                                    | Sindaco | [ 6 ] |
| 14 maggio 2001 | 30 maggio 2006 | Luigi Scovazzi       | lista civica                              | Sindaco | [ 6 ] |
| 30 maggio 2006 | 16 maggio 2011 | Luigi Scovazzi       | lista civica                              | Sindaco | [ 6 ] |
| 16 maggio 2011 | in carica      | Alessandro Gabutto   | lista civica Bandiera compasso e bilancia | Sindaco | [ 6 ] |